# Francisco Santiago
Francisco Santiago (29 de enero de 1889 – 28 de septiembre de 1947), era un músico filipino,  llamado a veces  El Padre del Arte de canciones de Kundiman.
Santiago nació en Santa Maria, Bulacan, Filipinas,.En 1908, su primera composición, Purita, estuvo dedicado a la primera Reina de Carnaval, Pura Villanueva, quién más tarde casó con el erudito Teodoro Kalaw.
La obra maestra de Santiago fue el "Concierto en Si bemol menor" para piano y orquesta y su más famosa  pieza fue "Kundiman, (Anak-Dalita)".
Sus otras composiciones son el kundiman "Hombre Sakali", "Hibik ng Filipinas", "Pakiusap", "Ang Pag-ibig", "Suyuan", "Alaala Kita", "Ikaw en Ako", "Ano Kaya ang Kapalaran?", "Hatol Hari Kaya?", "Sakali't Mamatay", "Dalit ng Pag-ibig", "Aking Bituin", "Madaling Araw" y "Pagsikat ng Araw". Fue Profesor de Piano Emérito  en mayo de 1946. Cuándo el Conservatorio de la Universidad de las Filipinas de la música celebraba su 30.º aniversario, el músico murió de un ataque de corazón. Está enterrado en el Cementerio del norte, Manila. Una sala en la Central de BDO fue nombrada en su honor como  Sala de Francisco Santiago. Fue principalmente usada para concursos de kundiman por el Gobierno de la Ciudad de Makati..
- Datos: Q5483929
- Multimedia: Francisco Santiago / Q5483929